# Ustyniwka (rejon siewierodoniecki)
Ustyniwka (ukr. Устинівка) – wieś na Ukrainie, w obwodzie ługańskim, w rejonie siewierodonieckim. W 2001 liczyła 121 mieszkańców.